# Tom és Jerry gyerekshow
A Tom és Jerry gyerekshow (eredeti cím: Tom & Jerry Kids) amerikai televíziós rajzfilmsorozat, amely a Hanna-Barbera és a Turner Entertainment közreműködésével készült. Amerikában 1990. szeptember 8. és 1993. december 4. között a Fox Kids tűzte műsorra. Magyarországon a 90-es években mutatta be az ATV és az RTL Klub. A 2010-es évek elején a magyar Boomerang is műsorra tűzte, de csak az 1. évadot sugározta. 2017-ben a TV2 új szinkront készített a teljes sorozathoz. 2025. május 5-én a TV2 Kids is bemutatta a sorozatot.

## Szereplők
| Szereplő        | Magyar hang      | Magyar hang     | Magyar hang    | Magyar hang    |
| Szereplő        | 1. évad          | 2. évad         | 3. évad        | 4. évad        |
| --------------- | ---------------- | --------------- | -------------- | -------------- |
| Tom             | saját hangján    | Tóth Roland     | Tóth Roland    | Tóth Roland    |
| Jerry           | saját hangján    | Fekete Zoltán   | Fekete Zoltán  | Fekete Zoltán  |
| Cövek           | Cs. Németh Lajos | Juhász György   | Juhász György  | Juhász György  |
| Tyke            | Boros Zoltán     | Csőre Gábor     | Csőre Gábor    | Csőre Gábor    |
| Droopy          | Beregi Péter     | Beregi Péter    | Beregi Péter   | Beregi Péter   |
| Dripple         | Bolba Tamás      |                 | Bolba Tamás    | Bolba Tamás    |
| Dripple         | Bolba Tamás      | Markovics Tamás | Bolba Tamás    |                |
| McWolf          | Mikula Sándor    | Kerekes József  | Kerekes József | Kerekes József |
| Tupirka         | Urbán Andrea     | Urbán Andrea    | Nyírő Bea      | Nyírő Bea      |
| Tupirka         | Urbán Andrea     | Haffner Anikó   | Nyírő Bea      | Nyírő Bea      |
| Lajhát Larry    |                  | Háda János      | Háda János     | Háda János     |
| Kellemetlen Cal | Bolba Tamás      | Kassai Károly   | Kassai Károly  | Kassai Károly  |

- További magyar hangok (1. évadban): Bolba Tamás, Boros Zoltán, Cs. Németh Lajos, Fekete Zoltán, Lázár Sándor, Urbán Andrea, Vadász Bea
- További magyar hangok (2. évad 1. szinkronjában): ?
- További magyar hangok (3. évadban): Andresz Kati, Bácskai János, Bolla Róbert, Breyer Zoltán, F. Nagy Zoltán, Faragó András, Fesztbaum Béla, Galambos Péter (Hegyi puma), Háda János, Holl Nándor, Imre István, Katona Zoltán, Koroknay Géza, Némedi Mari, Orosz István, Pálfai Péter, Pálmai Szabolcs, Perlaki István, Pusztaszeri Kornél, Szűcs Sándor, Vári Attila

## Nemzetközi vetítés
| Ország             | Adó             | Vetítés              |
| ------------------ | --------------- | -------------------- |
| Chile              | Megavision      | 1991–1995            |
| Chile              | TVN             | 1996–1998, 2006–2010 |
| Csehország         | ČT1             | 1994, 1996, 2000     |
| Csehország         | TV NOVA         | 2009–                |
| Csehország         | TV Prima        | 2008–2009            |
| Csehország         | Barrandov       | 2012–                |
| Franciaország      | Boomerang       | TBA                  |
| Kína               | CCTV            | 1990-es évek         |
| Hongkong           | TVB Pearl       | 1992–1996            |
| India              | Cartoon Network | TBA                  |
| Malajzia           | TV3             | TBA                  |
| Malajzia           | TV9             | TBA                  |
| Pakisztán          | Cartoon Network | 2004                 |
| Lengyelország      | TVP1            | 1990-es évek         |
| Lengyelország      | Polsat          | TBA                  |
| Lengyelország      | TVN             | 2000-es évek         |
| Lengyelország      | TVN7            | 2011                 |
| Lengyelország      | Cartoon Network | TBA                  |
| Lengyelország      | Boomerang       | TBA                  |
| Lengyelország      | TV Puls         | 2011 – 2012          |
| Lengyelország      | Puls 2          | 2012                 |
| Olaszország        | Rai 2           | TBA                  |
| Olaszország        | Italia 1        | TBA                  |
| Olaszország        | Boing           | TBA                  |
| Egyesült Királyság | ITV             | TBA                  |
| Egyesült Királyság | CBBC            | TBA                  |
| Egyesült Királyság | Cartoon Network | TBA                  |
| Egyesült Királyság | Boomerang       | TBA                  |
| Ausztrália         | Seven Network   | TBA                  |
| Ausztrália         | Cartoon Network | TBA                  |
| Ausztrália         | Boomerang       | TBA                  |
| Írország           | RTÉ 2           | TBA                  |
| Németország        | RTL             | TBA                  |
| Arab Liga          | OSN First       | 1999–2000            |
| Arab Liga          | Spacetoon       | 2005–                |
| Spanyolország      | TVE1            | TBA                  |
| Magyarország       | ATV             | 1992–1993            |
| Magyarország       | Duna TV         | 1994–1995            |
| Magyarország       | RTL Klub        | TBA                  |
| Magyarország       | Cartoon Network | TBA                  |
| Magyarország       | Boomerang       | TBA                  |
| Magyarország       | TV2             | TBA                  |
| Norvégia           | TV2             | 2012–                |
| Norvégia           | Boomerang       | TBA                  |
| Svédország         | TV3             | TBA                  |
| Svédország         | Boomerang       | TBA                  |
| Finnország         | MTV3            | TBA                  |
| Indonézia          | SCTV            | 1996–1997            |
| Indonézia          | antv            | 1998–1999            |
| Indonézia          | MNCTV           | 1999–2000            |
| Indonézia          | RCTI            | TBA                  |
| Fülöp-szigetek     | GMA             | TBA                  |
| Horvátország       | HRT             | TBA                  |
| Szlovákia          | Markíza         | TBA                  |
| Szlovákia          | Dajto           | TBA                  |